# Terry Catledge
Terry Catledge, né le 22 août 1963, à Houston, au Texas, est un ancien joueur américain de basket-ball. Il évolue au poste d'ailier fort.

## Palmarès
- Joueur de l'année de la Sun Belt Conference 1984, 1985
- First-team All-Sun Belt 1983, 1984, 1985